# Глазково (Калінінський район)
Глазково (рос. Глазково) — присілок в Калінінському районі Тверської області Російської Федерації.
Населення становить 299 осіб. Входить до складу муніципального утворення Михайловське сільське поселення.

## Історія
Від 2005 року входить до складу муніципального утворення Михайловське сільське поселення.

## Населення
| 2010 |
| ---- |
| 299  |